# Johan Törnecreutz den äldre
Johan Johansson Törnecreutz före adlandet Thuronius (Turonius), född omkring 1660 i Björneborg, död 1 november 1722, var en amiralitetssekreterare och assessor vid Åbo hovrätt.
Han var son till rektorn och kyrkoherden Johan Thuronius (Turonius) och Christina Henriksdotter och gift med Catharina Malmlod samt far till Johan Törnecreutz. Han blev kanslist vid amiralitetet i Karlskrona 1691, aktuarie där 1693, notarie i amiralitetsrätten 1698 och vid amiralitetskollegium 1702. Han deltog i de svenska sjöexpeditionerna 1709, 1710 samt 1711 och utnämndes till amiralitetssekreterare 1712 samt assessor vid Åbo hovrätt 1715. Han adlades 1719 och utnämndes till sekreterare och justitiarie vid skepps- och galäreskadern i Stockholm men avsattes 1721 på grund av missbruk.